# Маром
Маром[уточнить] (фр. Maromme) — город на севере Франции, регион Нормандия, департамент Приморская Сена, округ Руан, кантон Кантелё. Расположен в 9 км к северо-западу от Руана, в 3 км от автомагистрали А150, Через город протекает небольшая река Кайи, приток Сены. В центре города находится железнодорожная станция Маром линии Париж-Гавр.
Население (2018) — 10 730 человек.

## Достопримечательности
- Церковь Святого Мартина середины XIX века
- Усадьба Пелизье ― фахверковый дом в нормандском стиле

## Экономика
Структура занятости населения:
- сельское хозяйство — 0,0 %
- промышленность — 20,6 %
- строительство — 3,4 %
- торговля, транспорт и сфера услуг — 42,7 %
- государственные и муниципальные службы — 33,2 %

Уровень безработицы (2017) — 25,1 % (Франция в целом —  13,4 %, департамент Приморская Сена — 15,3 %). 

Среднегодовой доход на 1 человека, евро (2018) — 17 870 (Франция в целом — 21 730, департамент Приморская Сена — 21 140).

## Демография
Динамика численности населения, чел.

## Администрация
Пост мэра Марома с 2008 года занимает социалист Давид Ламире (David Lamiray), член Совета департамента Приморская Сена от кантона Кантелё. На муниципальных выборах 2020 года возглавляемый им левый список победил в 1-м туре, получив 83,32 % голосов.
| Период | Период | Фамилия      | Партия                                                  | Примечания                                                                             |
| ------ | ------ | ------------ | ------------------------------------------------------- | -------------------------------------------------------------------------------------- |
| 1944   | 1977   | Поль Воклен  | Французская секция Рабочего интернационала Разные левые | промышленный техник                                                                    |
| 1977   | 1998   | Колетт Прива | Коммунистическая партия                                 | учитель, член Генерального совета департамента, депутат Национального собрания Франции |
| 1998   | 2008   | Борис Лекёр  | Коммунистическая партия                                 | учитель                                                                                |
| 2008   |        | Давид Ламире | Социалистическая партия                                 | работник полиции, член Генерального совета и Совета департамента                       |

## Города-побратимы
- Бенш, Бельгия
- Одби-энд-Уигстон, Великобритания
- Нордерштедт, Германия
- Синья, Италия

## Знаменитые уроженцы
- Жан-Жак Пелисье (1812—1896), военачальник, герцог Малаховский (22 июля 1856 года), маршал Франции. Руководил действиями французской армии во время Крымской войны, в том числе штурмом Малахова кургана.